# 삼호개발
삼호개발은 토목공사를 주 사업으로 영위하는 코스피 상장 기업이다. 도로공사, 지하철 공사, 항만시설 공사, 택지 및 산업단지 조성 공사 등의 토목공사를 하고 있다. 원가절감을 위해 자체적으로 골재 생산 공장을 운영하며 원자재 공급을 하고 있는 회사이기도 하다.
매출은 97.5%가 토목공사에서 나오고 골재 판매 1.8% 가량으로 구성된다.

## 대선테마주
삼호개발은 2007년 대선 때 이명박 후보의 주 공약이었던 4대강 사업 관련주로 부각되며 이화공영 등과 함께 이명박의 지지율 추이에 따라 급등한 일이 있다.

## 같이 보기
- 테마주
- 정치테마주
- 대한민국 제17대 대통령 선거
- 한반도 대운하
- 4대강 정비 사업

## 참고 문헌
1. ↑  이명박 대운하 공약 수혜 ‘이화공영’ …1500% ‘도약’, 동아일보 2007-12-20